# Bulbophyllum thersites
Bulbophyllum thersites là một loài phong lan thuộc chi Bulbophyllum.